# Lindon (Midden-aarde)

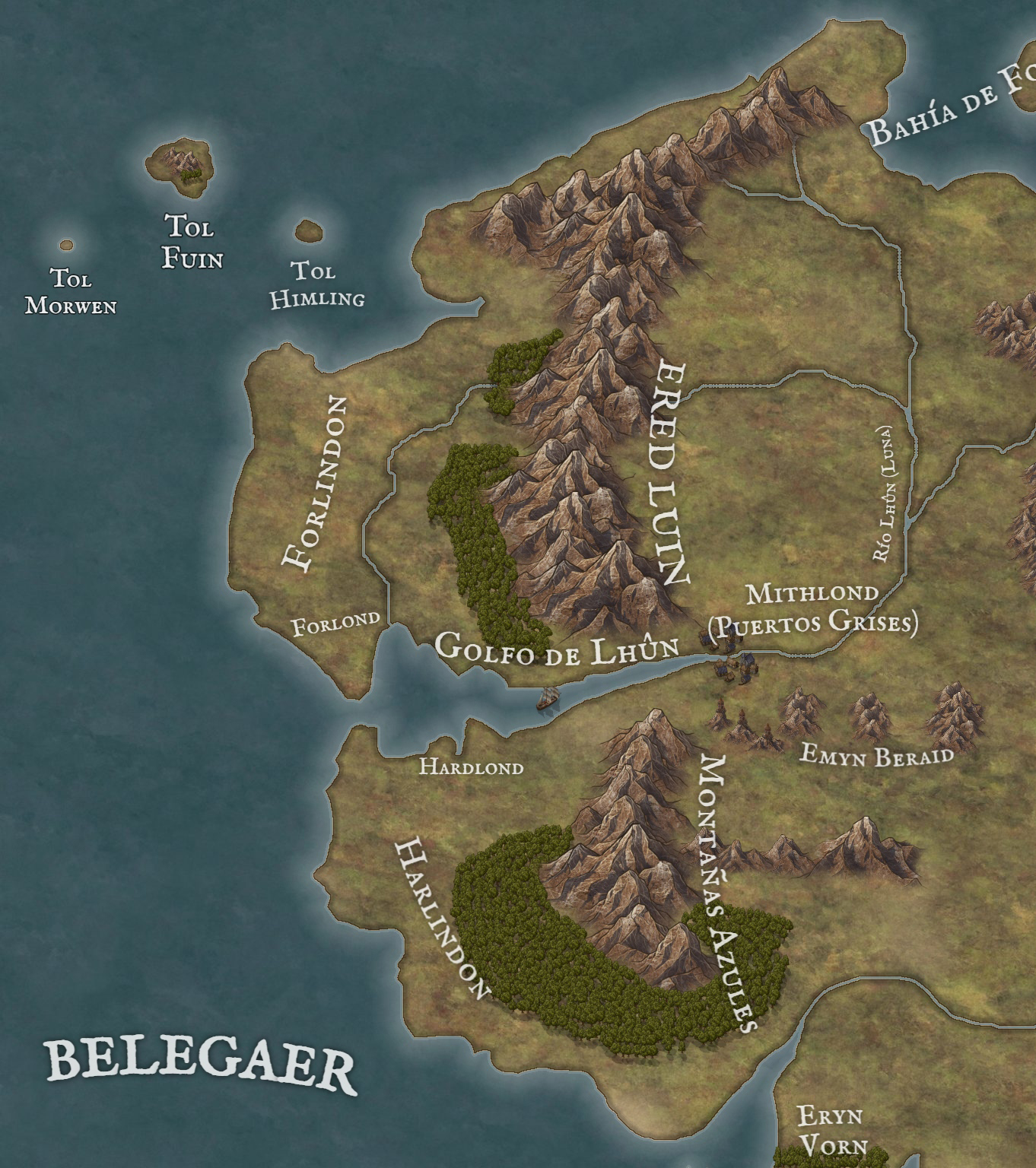
Kaart van Lindon met de stad Forlond en Harlond

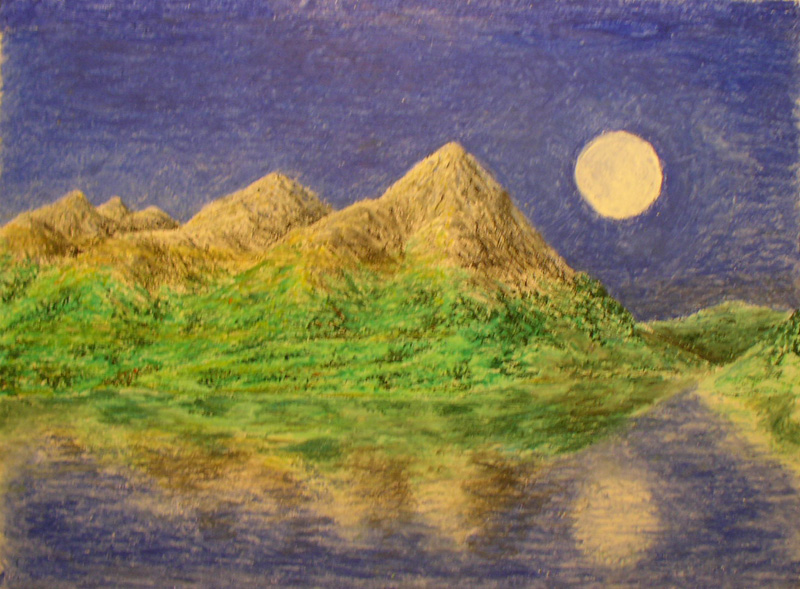
Lindon getekend door Matěj Čadil.

Lindon is het meest westelijk gelegen van alle landen in J.R.R. Tolkiens Midden-aarde.
Het zit ingeklemd tussen de Ered Luin (de Blauwe Bergen) en Belegaer (de Grote Zee). De Golf van Lune verdeelt het in Forlindon (Noord-Lindon) en Harlindon (Zuid-Lindon).
Lindon betekent land van de zang of land van de muziek. Deze naam gaven de Noldor aan de regio Ossiriand in het oosten van Beleriand vanwege het zingen van de Laiquendi die daar leefden. Vernoemd naar de oude naam voor de Teleri: Lindar.
Lindon is het laatst overgebleven stuk land van Beleriand. Nadat in de Oorlog van Gramschap, waarin de Valar de macht van Morgoth braken, Midden-aarde door het geweld werd verscheurd ging het merendeel van de landen die eerst Beleriand opmaakten ten onder.
Aan het begin van de Tweede Era heerste Gil-galad vredig in Lindon. De overgebleven Noldor verzamelden zich veelal in Forlindon en de Sindar in Harlindon. Daar bouwden zij Mithlond (de Grijze Havens), Harlond (zuidelijke haven) en Forlond (noordelijke haven). Lindon vormde samen met Eregion de enige rijken van de Noldor in midden-aarde tijdens de Tweede Era. De vrede in Midden-aarde werd ruw verstoord door Sauron, die eerst Eregion wist te vernietigen, vervolgens grote hand had in de val van Númenor en uiteindelijk zelf verslagen werd doordat Elfen en Mensen zich allieerden in het Laatste Bondgenootschap.
De oorlog was voor de meeste Noldor een stimulans om Midden-aarde te verlaten voor de onsterfelijke kusten van Valinor. Gil-galad was gevallen in de oorlog en Círdan de scheepsmaker nam het op zich om er zorg voor te dragen dat de Elfen richting Valinor konden zeilen. Lindon werd tijdens latere era's een plek waar de laatste Elfen van Midden-aarde nog even bleven dralen alvorens voor eeuwig deze landen achter zich te laten.
Ook Frodo, Bilbo, Elrond, Galadriel, Gandalf en uiteindelijk Sam zeilden vanuit Mithlond weg.